# Фюльке

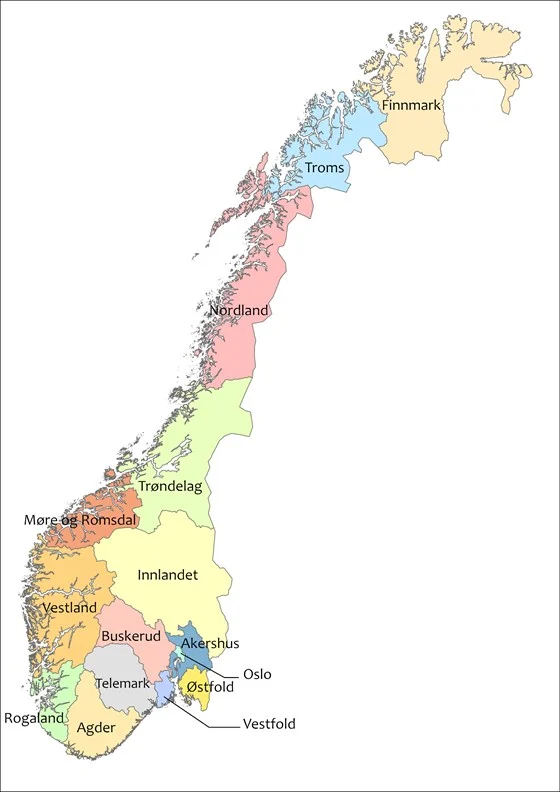
Карта фюльке Норвегії станом на 1 січня 2024 року

Фюльке (нюн. fylkeskommune; норв. fylker) — адміністративна одиниця Норвегії першого рівня. У Норвегії з 2024 року — 15 фюльке, які поділяються на 357 комун (муніципалітетів). Слово нюн. Fylke має загальногерманське походження (пор. англ. folk, нім. Volk) і спочатку означало «плем'я, народ», а потім перейшло на територіальне утворення.
| Прапор Норвегії | Це незавершена стаття про Норвегію. Ви можете допомогти проєкту, виправивши або дописавши її. |